# Trae Bell-Haynes
Trae Anthoney Bell-Haynes (* 5. September 1995 in Toronto) ist ein kanadischer Basketballspieler.

## Laufbahn
Bell-Hayes war Schüler der Bill Crothers Secondary School in Markham in der Nähe von Toronto und spielte für deren Basketballmannschaft. 2014 wechselte er an die University of Vermont ins Nachbarland, die Vereinigten Staaten. Er blieb bis 2018 an der Hochschule und belegte das Hauptfach Statistik. Für die Basketballmannschaft der Hochschule bestritt er 139 Spiele (im Durchschnitt 11,7 Punkte, 3,7 Korbvorlagen je Begegnung). 2017 und 2018 wurde der Kanadier als Spieler des Jahres der America East Conference ausgezeichnet.
Er begann seine Laufbahn als Berufsbasketballspieler 2018 beim deutschen Bundesligisten Skyliners Frankfurt und spielte dort unter seinem Landsmann Gordon Herbert als Trainer. Bell-Haynes’ Vertrag beim Bundesligisten lief im Februar 2019 aus und wurde nicht verlängert. Anfang März 2019 wurde er von der Mannschaft Wisconsin Herd (NBA G League) verpflichtet. Er kam in der NBA G League auf acht Einsätze (5,9 Punkte/Spiel).
In der Frühlingssaison 2019 der Canadian Elite Basketball League spielte er für die Niagara River Lions, zur Saison 2019/20 ging der Kanadier nach Europa zurück. Er stand beim finnischen Erstligisten Helsinki Seagulls unter Vertrag, für den er während des Spieljahres 2019/20 36 Korisliiga-Einsätze bestritt und dabei einen Mittelwert von 12,8 Punkten erreichte. Im Sommer 2020 holten ihn die Crailsheim Merlins in die Basketball-Bundesliga zurück. Bei den Hohenlohern überzeugte der Kanadier mit 18 Punkten je Begegnung, des Weiteren bereitete er je Begegnung im Durchschnitt sieben Korberfolge seiner Mitspieler vor.
Im Vorfeld der Frühlingssaison 2021 wurde seine Rückkehr zu den Niagara River Lions vermeldet, er bestritt letztlich aber kein Spiel für die Mannschaft. Der Kanadier unterschrieb im Sommer 2021 einen Vertrag beim spanischen Erstligisten CB Breogán. In 28 Einsätzen in der Liga ACB kam er für Breogán auf Mittelwerte von 12,9 Punkten und 4,1 Korbvorlagen. Zur Saison 2022/23 zog er zu KK Budućnost Podgorica nach Montenegro weiter. Er wurde mit der Mannschaft montenegrinischer Meister.
Zur Saison 2023/24 wechselte er zu Basket Saragossa 2002 (Spanien).

### Nationalmannschaft
Bell-Haynes wurde 2021 in Kanadas Nationalmannschaft berufen.